# Administration locale en Angleterre
L'administration locale en Angleterre repose principalement sur les comtés et districts mais la distribution des compétences et l'organisation institutionnelle varient d'un territoire à l'autre.
La législation concernant l'administration local en Angleterre est du ressort du Parlement britannique.

## Structure

Principales autorités :
Comté non métropolitain à deux niveaux de gouvernement (comté et district)
Autorité unitaire
District métropolitain
Borough de Londres

### Autorités régionales
L'Angleterre est divisée en neuf régions mais seul le Grand Londres est doté d'un gouvernement, l'Autorité du Grand Londres avec un maire et une assemblée élus.
Dans les autres régions, les assemblées et agences de développement ont été abolies et seules subsistent des commissions d'élus locaux (Local authority leaders' board).

### Comtés et districts non métropolitains
À la suite du Local Government Act de 1972, la majorité du territoire anglais est couverte par un système de gouvernement à deux niveaux composés de 27 comtés non métropolitains et 201 districts non métropolitains.
Les conseils de comté disposent des principales compétences locales, notamment l'éducation, les transports, les pompiers, les bibliothèques, les services sociaux et la gestion des déchets.
Les districts peuvent recevoir le statut de borough ou cité (city) mais il s'agit d'un titre honorifique qui n'affecte pas leurs compétences. Ces dernières couvrent notamment le logement, les infrastructures de loisir, la collecte des déchets, l'environnement et la collecte des impôts.

### Autorités unitaires
À partir des années 1990, un certain nombre d'autorités unitaires — assumant à la fois les compétences d'un comté et celles d'un district — sont créées. Il s'agit soit de comtés créés avec un unique district (Bristol, Herefordshire, Île de Wight, Cornouailles…), soit de comtés divisés en autorités unitaires plus petites (Avon, Humberside, Cleveland, Bedfordshire), soit de districts séparés de leurs comtés et élevés au rang d'autorités unitaires. Un cas particulier est celui du comté de Berkshire dont les districts sont devenus des autorités unitaires mais sans que le comté soit formellement aboli, afin qu'il conserve son statut honorifique de comté royal.
Ainsi, en fonction de son histoire, une autorité unitaire peut porter le titre de comté, borough ou cité sans que cela n'affecte ses compétences. Il y a actuellement 55 autorités unitaires en Angleterre.

### Comtés et districts métropolitains
Les comtés et districts métropolitains ont été créés par le Local Government Act de 1972 afin de doter les grandes agglomérations de gouvernements spécifiques. Il s'agissait alors d'un gouvernement à deux niveaux où les compétences étaient réparties entre les conseils de district et le conseil de comté, de manière similaire aux comtés non métropolitains mais avec plus de compétences accordées aux districts.
Le Local Government Act de 1985 a aboli les conseils de comté métropolitain (en même temps qu'il a aboli le Conseil du Grand Londres). Depuis, les six comtés métropolitains existent toujours en tant que subdivision mais les compétences sont exercées par les 36 districts métropolitains (qui portent tous le titre de borough ou cité). Certaines compétences comme les pompiers, les transports ou les déchets restent exercées au niveau métropolitain par des commissions conjointes (Joint boards) composées de délégués nommés par les districts.

### Autorités combinées
Le Local Democracy, Economic Development and Construction Act de 2009 a autorisé la création d'autorités combinées : il s'agit d'une association volontaire de gouvernements locaux afin d'exercer certaines compétences comme le transport ou le développement économique.
Il existe actuellement six autorités combinées. Il s'agit principalement de pallier le manque de gouvernance stratégique dans les grandes agglomérations depuis la suppression des conseils de comté métropolitain. La première autorité ainsi créée est celle du Grand Manchester qui incluent l'ensemble des districts du comté métropolitain mais une autorité combinée peut aussi être créée pour une région entière comme c'est le cas dans le Nord-Est de l'Angleterre.
Pour l'heure, les autorités combinées sont administrées par des délégués des gouvernements locaux membres mais le Cities and Local Government Devolution Act de 2016 permet l'élection de maires au suffrage universel direct.

### Commissaires de police et de la criminalité
Depuis 2012, chacune des différentes unités territoriales de la police est dirigée par un commissaire de police et de la criminalité (Police and crime commissioner) élu au suffrage universel direct. Il n'y a pas de commissaire pour le Grand Londres où ses fonctions sont exercées par le maire de Londres. Un arrangement similaire est prévu pour le maire du Grand Manchester qui sera élu en 2017.

### Cas particuliers

#### Grand Londres
Le Grand Londres est la seule région d'Angleterre dotée d'une structure de gouvernement, l'Autorité du Grand Londres. Le maire de Londres est élu au suffrage universel direct et dispose de compétences en matière de transports, police, développement économique, lutte contre les incendies et préparation des situations d'urgence, urbanisme et logement. Son action est contrôlée par l'Assemblée de Londres, elle aussi élue au suffrage direct.
Le Grand Londres est par ailleurs subdivisé en 32 boroughs de Londres qui sont compétents pour la plupart des services locaux comme l'éducation, les services sociaux, les bibliothèques, les déchets, etc. Aux boroughs s'ajoute la Cité de Londres dont la structure de gouvernement — avec la Corporation de la Cité de Londres, l'Inner Temple et le Middle Temple — est directement héritée du Moyen Âge.

#### Îles Scilly
Les îles Scilly forment un gouvernement local sui generis antérieur aux réformes du XXe siècle. Le Isles of Scilly Rural District Council a été créé en 1890 et renommé Conseil des îles Scilly par le Local Government Act de 1972. Il agit, de fait, comme une autorité unitaire.

### Paroisses
Un district peut être divisé en paroisses civiles administrées par des conseils de paroisse ou parfois par des assemblées qui regroupent tous les habitants.
Les paroisses gèrent les jardins communautaires, les parcs, les horloges publiques ou la participation au concours des villes fleuries. Ils peuvent également avoir un rôle consultatif dans l'urbanisme.
La division en paroisses n'est pas uniforme : certains districts n'en possèdent pas ou seulement sur une partie de leur territoire.

## Compétences
| Gouvernement local      | Compétences | Compétences |
| ----------------------- | --- | --- |
| Comté non métropolitain | Comté : recyclage des déchets, éducation, bibliothèques, services sociaux, transports, urbanisme, protection du consommateur, police, pompiers                                                             | District : logement, élimination des déchets, impôts, permis de conduire, cimetières et crématoriums |
| Autorité unitaire       | Logement, élimination des déchets, impôts, éducation, bibliothèques, services sociaux, transports, urbanisme, protection du consommateur, permis de conduire, cimetières et crématoriums                   | Logement, élimination des déchets, impôts, éducation, bibliothèques, services sociaux, transports, urbanisme, protection du consommateur, permis de conduire, cimetières et crématoriums                                        |
| District métropolitain  | Logement, élimination des déchets, impôts, éducation, bibliothèques, services sociaux, transports, urbanisme, protection du consommateur, permis de conduire, police, pompiers, cimetières et crématoriums | Logement, élimination des déchets, impôts, éducation, bibliothèques, services sociaux, transports, urbanisme, protection du consommateur, permis de conduire, police, pompiers, cimetières et crématoriums                      |
| Grand Londres           | Autorité du Grand Londres : transports, urbanisme, développement régional, police, pompiers | Borough de Londres : logement, élimination des déchets, impôts, éducation, bibliothèques, services sociaux, transports, urbanisme, protection du consommateur, permis de conduire, police, pompiers, cimetières et crématoriums |

## Fonctionnement

### Conseil et maire
Chaque gouvernement local est administré par un conseil élu au suffrage universel direct.
Le territoire est divisé en circonscriptions (appelées wards pour les conseils de district et de paroisse et electoral divisions pour les conseils de comté) et chaque circonscription élit un ou plusieurs conseillers au scrutin majoritaire. Le mandat est généralement de quatre ans et les conseils sont renouvelés entièrement, par moitié ou par tiers.
Les conseils des boroughs et des cités élisent chaque année un maire. Ce poste, différent du maire élu au suffrage direct, est principalement honorifique : son rôle est de présider le conseil et de le représenter à certaines cérémonies. Dans certaines cités, le maire porte le titre honorifique de Lord Mayor.

### Exécutif

#### Système de comités
Historiquement, tous les conseils utilisaient un système de comités dans lequel il n'y a pas de distinction entre les fonctions législatives et exécutives du gouvernement local. Le Local Government Act de 2000 a obligé les conseils à opter pour un arrangement exécutif différent mais le Localism Act de 2011 les a autorisé à revenir au système de comités.
Selon ce système, le conseil élit un leader pour représenter l'autorité locale mais ce dernier ne dispose pas de pouvoir exécutif. À la place existe un certain nombre de comités formés par les conseillers en proportion de la représentation de chaque parti au conseil. Les décisions sont prises par les comités et si une décision est contestée elle peut être soumise à une assemblée plénière du conseil.

#### Leader et cabinet
Le système du leader et cabinet a été introduit par le Local Government Act de 2000. Un conseil qui fonctionne selon ce système élit un de ses membres comme leader et celui choisit d'autres conseillers pour former un cabinet exécutif. L'exécutif est ainsi formé du parti ou de la coalition de partis qui disposent d'une majorité au sein du conseil.
Chaque membre du cabinet reçoit un portefeuille particulier et le conseil et ses comités sont chargés de surveiller l'action de l'exécutif.

#### Maire élu au suffrage direct
La possibilité pour une autorité locale d'avoir un maire élu au suffrage direct a été introduite par le Local Government Act de 2000. Jusqu'en 2007, un conseil ne pouvait avoir un tel maire que si cette proposition était acceptée par référendum, un tel référendum pouvant être sollicité par le conseil lui-même, par une pétition ou par l'intervention du gouvernement : 51 référendums ont eu lieu en Angleterre et 16 ont abouti à la création du poste de maire alors que 35 l'ont rejetée. Six référendums ont eu lieu par la suite pour abolir le poste de maire élu et trois ont réussi.
Dans les borough et cités où un maire ou Lord-maire cérémoniel existe, le poste continue d'exister séparément à celui du maire élu au suffrage direct.
Un maire élu au suffrage direct dispose d'un pouvoir de co-décision avec le conseil pour l'adoption du budget et d'un certain nombre de politiques : sur ces questions, le conseil peut rejeter une proposition du maire à la majorité des deux tiers. Un maire dispose en outre de pouvoirs propres. Il peut nommer jusqu'à neuf conseillers au sein d'un cabinet exécutif et leur déléguer certaines fonctions.